# Gavara
Gavara is een geslacht van vlinders van de familie slakrupsvlinders (Limacodidae).

## Soorten
- G. camptogramma Hampson, 1910
- G. caprai Berio, 1937
- G. lamborni (Bethune-Baker, 1915)
- G. leucomera Hampson, 1916
- G. sparsa (Plötz, 1880)
- G. velutina Walker, 1857